# Armorial des Habsbourg
Cette page donne les armoiries (figures et blasonnements) des membres de la famille de Habsbourg.

## Habsbourg
| Figure | Prince et blasonnement |
|        | Comtes de Habsbourg d'or au lion de gueules armé, lampassé et couronné d'azur. |
|        | Rodolphe Ier (1218 † 1291), devenu empereur germanique De l'Empire, sur le tout : de Habsbourg. |
|        | Ducs puis archiducs d'Autriche, de gueules à la fasce d'argent.portées par - Albert Ier (1248 † 1308), duc d'Autriche - Albert II (1298 † 1298), duc d'Autriche - Albert III (1348 † 1395), duc d'Autriche - Albert IV (1377 † 1404), duc d'Autriche |
|        | Albert Ier (1248 † 1308), devenu empereur germanique : De l'Empire, sur le tout : d'Autriche. |
|        | Rois de Bohême et de Hongrie, première période : parti de Bohême et de Hongrie, sur le tout d'Autriche, portées par : - Albert V (1397 † 1439), duc d'Autriche, roi de Bohême et de Hongrie, devient ensuite empereur romain germanique - Ladislas Ier (1444 † 1457), duc d'Autriche, roi de Bohême et de Hongrie |
|        | Albert V d'Autriche (1397 † 1439), devenu empereur romain germanique sous le nom d'Albert II: De l'Empire, sur le tout : parti de Hongrie et de Bohême, sur le tout du tout : de Habsbourg. |
|        | Ducs d'Autriche intérieure (Styrie Carinthie, Carniole) et comtes de Tyrol, issus d'Albert II d'Autriche. écartelé, de Styrie, d'Autriche, de Carniole et de Carinthie, portées par : - Léopold III(1351 † 1386), co-duc d'Autriche, puis duc d'Autriche intérieure et de Tyrol. - Guillaume d'Autriche co-duc d'Autriche intérieure et de Tyrol. - Léopold IV (1371 † 1411), co-duc d'Autriche intérieure et de Tyrol. - Ernest (1377 † 1427), duc d'Autriche intérieure. - Frédéric IV d'Autriche, comte de Tyrol - Frédéric V de Styrie (1415 † 1493), duc d'Autriche intérieure puis aussi d'Autriche (1457), puis aussi comte de Tyrol (1490), premier archiduc d'Autriche et empereur romain germanique |
|        | Frédéric V d'Autriche (1415 † 1493), premier archiduc d'Autriche, devenu empereur germanique sous le nom de Frédéric III De l'Empire, sur le tout : d'Autriche. |
|        | Maximilien Ier (1459 † 1519), fils de l'empereur Frederic III - Archiduc d'Autriche : coupé : au 1) parti d'Autriche ancien et d'Autriche moderne; au 2) tiercé en pal de Styrie, de Carinthie et de Carniole ; sur le tout de Tyrol - Devenu duc de Bourgogne, par son mariage avec Marie de Bourgogne (1477): parti, au 1) coupé au 1a) parti d'Autriche ancien et d'Autriche moderne au 1b) tiercé en pal de Styrie, de Carinthie et de Carniole, au 2) écartelé au 2a) et au 2d) de Valois-Bourgogne, au 2b) parti au 2ba) de Bourgogne ancien et au 2bb) de Brabant, au 2c) parti au 2ca) de Bourgogne ancien et au 2cb de Limbourg ; sur le tout parti de Flandre et de Tyrol. - Devenu roi des Romains puis empereur élu des Romains (1486) : De l'empire, sur le tout : parti d'Autriche et de Bourgogne. |
|        | Philippe Ier le Beau (1478 † 1506), archiduc d'Autriche, duc de Bourogne, de Brabant, de Lothier, de Gueldre, de Limbourg et de Luxembourg, comte de Flandre, d'Artois, de Hainaut, de Hollande et de Zélande, de Namur, de Charolais de Zutphen, marquis du Saint Empire, Seigneur de Malines, de Frise et de Salins, roi consort de Castille et Léon. - "comte de Charolais" et duc de Luxembourg : parti, au premier coupé du parti d'Autriche ancien et d'Autriche moderne et du tiercé en pal de Styrie, de Carinthie et de Carniole, au second de l'écartelé de Bourgogne moderne et des partis de Bourgogne ancien et de Brabant et de Limbourg, sur le tout parti de Flandre et de Tyrol. - "comte de Charolais" et duc de Luxembourg et chevalier de la Toison d'Or (1481) Écartelé : I et IV, parti : 1, de gueules, à la fasce d'argent (Autriche); 2, d’azur, semé de fleurs de lys d’or, à la bordure componée d’argent et de gueules (Bourgogne moderne); II, parti : 1, bandé d’or et d’azur, à la bordure de gueules (Bourgogne ancien); 2, de sable, au lion d’or, armé et lampassé de gueules (Brabant); III, parti : 1, bandé d’or et d’azur, à la bordure de gueules (Bourgogne ancien); 2, d'argent, au lion de gueules, armé, et lampassé d'or, la queue fourchée passée en sautoir (Limbourg); sur-le-tout parti : 1, 1, d’or, au lion de sable, armé et lampassé de gueules (Flandre) ; 2, d’argent, à l’aigle de gueules, becquée, languée et liée d’or (Tyrol). - "Duc de Bourgogne", une fois émancipé (1493) : écartelé d'Autriche, de Bourgogne moderne, de Bourgogne ancien et de Brabant, sur le tout de Flandre. - Roi consort de Castille et Léon du fait de l'avènement de sa femme Jeanne Ire (1504): écartelé : au 1) et 4) contre-écartelé : au 11) et 14) contre-contre-écartelé : au 111) et 114), de gueules au château d'or ouvert et ajouré d'azur; au 112) et 113) d'argent au lion de gueules armé, lampassé et couronné d'or; au 12) et 13) parti d'or à quatre pals de gueules et écartelé en sautoir d'or aux quatre pals de gueules et d'argent à l'aigle de sable membré et becqué de gueules; le contre-écartelé enté en pointe d'argent à une pomme grenade de gueules, tigée et feuilleté de sinople; au 2) et 3) contre-écartelé : au 21) de gueules à la face d'argent; au 22) d'azur semé de fleurs de lys d'or à la bordure componée d'argent et de gueules; au 23) bandé d'or et d'azur de six pièces à la bordure de gueules; au 24) de sable au lion d'or, armé et lampassé de gueules; sur le tout du contre-écartelé : parti d'or au lion de sable armé, couronné et lampassé de gueules et d'argent à l'aigle éployé de gueules, membré et becqué d'or. |
|        | Marguerite d'Autriche (1480-1530), fille de Maximilien Ier, comtesse de Bourgogne, d'Artois, et de Charolais, dame de Salins. - Comtesse de Bourgogne : écartelées d'Autriche, de Bourgogne moderne, de Bourgogne ancien et de Brabant, sur le tout de Flandre. - infante des Espagnes (1496): parti, au premier écartelées du contre-écartelé de Castille et de Léon et du parti d'Aragon et de Sicile, le tout enté en pointe de Grenade, et au second de l'écartelé d'Autriche, de Bourgogne moderne, de Bourgogne ancien et de Brabant, sur le tout de l'écartelé de Flandre. - duchesse de Savoie (1501): parti, de Savoie et de l'écartelé d'Autriche, de Bourgogne moderne, de Bourgogne ancien et de Brabant, sur le tout de l'écartelé de Flandre. |
|        | Éléonore de Habsbourg (1498 † 1558), fille de Philippe Ier le Beau, mariée en 1530 à François Ier (1494 † 1547) - reine de Portugal : parti de Portugal et du coupé, au premier écartelé du contre-écartelé de Castille et de Léon, et du parti d'Aragon et de Sicile, l'écartelé enté en pointe de Grenade, et au second écartelé d'Autriche, de Bourgogne moderne, de Bourgogne ancien et de Brabant, sur le tout de l'écartelé parti de Flandre et de Tyrol. - reine de France : parti à dextre de France et à senestre écartelé d'Espagne et de Habsbourg-Bourgogne. |
|        | Isabelle d'Autriche (1501-1526), fille de Philippe le Beau, reine consort de Danemark, Norvège et Suède. - Reine de Danemark, Norvège et Suède: parti de l'écartelé cantonnant une croix d'argent bordée de gueules, de Danemark, de Suède, de Norvège et du royaume des Vandales, sur le tout écartelé de Schelswig, de Holstein et de Stroman, sur le tout du tout d'Oldenburg, et de l'écartelé d'Espagne et de Habsbourg-Bourgogne. |
|        | Marie de Hongrie (1505-1558), fille de Philippe le Beau, reine consort de Hongrie et de Bohême de 1522 à 1526, puis gouverneur des Pays-Bas de 1531 à 1555. - Reine de Hongrie : parti de l'écartelé de Hongrie et de Bohême sur le tout de Pologne et du coupé, au premier écartelé du contre-écartelé de Castille et de Léon, et du parti d'Aragon et de Sicile, l'écartelé enté en pointe de Grenade, et au second écartelé d'Autriche, de Bourgogne moderne, de Bourgogne ancien et de Brabant, sur le tout de l'écartelé parti de Flandre et de Tyrol. - Reine douairière, simplification des précédentes : Parti fascé d'argent et de gueules de huit pièces et de gueules à la fasce d'argent. |
|        | Catherine de Castille (1507 † 1578), fille de Philippe Ier le Beau, mariée en 1525 à Jean III de Portugal (1502 † 1557) - reine de Portugal : parti de Portugal et du coupé, au premier écartelé du contre-écartelé de Castille et de Léon, et du parti d'Aragon et de Sicile, l'écartelé enté en pointe de Grenade, et au second écartelé d'Autriche, de Bourgogne moderne, de Bourgogne ancien et de Brabant, sur le tout de l'écartelé parti de Flandre et de Tyrol. |

### Branche aînée (Espagnole)
| Figure | Prince et blasonnement |
|        | Charles Quint (1500 † 1558), duc de Luxembourg et prince des Espagnes, puis souverain des Pays-Bas puis également roi des Espagnes, de Naples et de Sicile, puis également roi puis empereur des Romains. - Duc de Luxembourg (1506): écartelé d'Autriche, de Bourgogne moderne, de Bourgogne ancien et de Brabant, sur le tout de Flandre, le tout brisé d'un lambel d'argent - Roi des Espagnes, de Naples et de Sicile (1516) : écartelées, au premier écartelé du contre-écartelé de Castille et de Léon, et du parti d'Aragon et de Sicile, l'écartelé enté en pointe de Grenade, et au second écartelé d'Autriche, de Bourgogne moderne, de Bourgogne ancien et de Brabant, sur le tout de l'écartelé parti de Flandre et de Tyrol - Roi des Espagnes, de Naples et de Sicile (précision du blason impérial, 1530) : coupées au premier parti de l'écartelé de Castille et de Léon, et du parti d'Aragon et de Sicile, le tout enté en pointe de Grenade, et au second écartelé d'Autriche, de Bourgogne moderne, de Bourgogne ancien et de Brabant, un écu parti de Flandre et de Tyrol sur le tout de l'écartelé - Roi des Romains (1519): De l'Empire, sur le tout : (aux armes précédentes). - Empereur des Romains (1530), simplification des précédentes : De l'Empire, sur le tout : coupé, au premier parti de l'écartelé de Castille et de Léon, et du parti d'Aragon et de Sicile, le tout enté en pointe de Grenade, et au second écartelé d'Autriche, de Bourgogne moderne, de Bourgogne ancien et de Brabant, un écu parti de Flandre et de Tyrol sur le tout de l'écartelé. - Petits armes des rois d'Espagne l'écartelé de Castille et de Léon, enté en pointe de Grenade. |
|        | Philippe II le Prudent (1527 † 1598), Duc de Milan, puis Roi de Naples, puis aussi roi des Espagnes, duc de Bourgogne, de Brabant, de Lothier, etc. également roi de Portugal à partir de 1581. - Prince des Espagnes et duc de Milan : coupées, au premier parti de l'écartelé de Castille et de Léon, et du parti d'Aragon et de Sicile, le tout enté en pointe de Grenade, et au second écartelé d'Autriche, de Bourgogne moderne, de Bourgogne ancien et de Brabant, un écu parti de Flandre et de Tyrol sur le tout de l'écartelé, le tout brisé d'un lambel d'Argent. - Roi de Naples et roi consort de France et d'Angleterre : parti du coupé, au premier écartelé du contre-écartelé de Castille et de Léon, et du parti d'Aragon et de Sicile, le tout enté en pointe de Grenade, et au second écartelé d'Autriche, de Bourgogne moderne, de Bourgogne ancien et de Brabant, un écu parti de Flandre et de Tyrol sur le tout de l'écartelé, et de l'écartelé de France et d'Angleterre. - Roi des Espagnes (1558-1580) : parti du coupé, au premier écartelé du contre-écartelé de Castille et de Léon, et du parti d'Aragon et de Sicile, et du parti coupé Jerusalem et Navarre, et du parti Hongrie ancien le tout enté en pointe de Grenade, et au second écartelé d'Autriche, de Bourgogne moderne, de Bourgogne ancien et de Brabant, un écu parti de Flandre et de Tyrol sur le tout de l'écartelé. - Roi des Espagnes (1558-1580) alt. : coupées au premier parti de l'écartelé de Castille et de Léon, et du parti d'Aragon et de Sicile, le tout enté en pointe de Grenade, et au second écartelé d'Autriche, de Bourgogne moderne, de Bourgogne ancien et de Brabant, un écu parti de Flandre et de Tyrol sur le tout de l'écartelé, portées par ses descendants : - Philippe IV le Grand (1605 † 1665), roi d'Espagne, de 1640 à 1665 - Charles II le Enchanté (1661 † 1700), roi d'Espagne - Roi des Espagnes et de Portugal : coupées, au premier parti de l'écartelé de Castille et de Léon, et du parti d'Aragon et de Sicile, sur le tout de Portugal, le tout enté en pointe de Grenade, et au second écartelé d'Autriche, de Bourgogne moderne, de Bourgogne ancien et de Brabant, un écu parti de Flandre et de Tyrol sur le tout de l'écartelé, portées par ses descendants : - Philippe III le Pieux (1578 † 1621), roi d'Espagne et de Portugal - Philippe IV le Grand (1605 † 1665), roi d'Espagne et de Portugal, jusqu'en 1640 (perte du Portugal) - Petits armes des rois d'Espagne : écartelé de Castille et de Léon, enté en pointe de Grenade écartelé de Castille et de Léon, enté en pointe de Grenade et chargé d'un écu de Portugal sur le tout |
|        | Infanta des Espagnes : coupées, au premier parti de l'écartelé de Castille et de Léon, et du parti d'Aragon et de Sicile, le tout enté en pointe de Grenade, et au second écartelé d'Autriche, de Bourgogne moderne, de Bourgogne ancien et de Brabant, un écu parti de Flandre et de Tyrol sur le tout de l'écartelé, portées à partir de 1580 avec l'écu de Portugal, comme son père |
|        | Isabelle-Claire-Eugénie d'Autriche (1566 † 1633), fille de Philippe II d'Espagne, mariée en 1599 à son cousin germain Albert de Habsbourg (1559 † 1521) - Duchesse de Bourgogne, de Brabant, de Lothier, de Limbourg et de Luxembourg... coupées, au premier parti de l'écartelé de Bohême et de Hongrie, et du parti de l'écartelé de Castille et de Léon, et du parti d'Aragon et de Sicile, sur le tout des quartiers espagnols entés en pointe de Grenade et chargés d'un écu de Portugal, et au second écartelé d'Autriche, de Bourgogne moderne, de Bourgogne ancien et de Brabant, un écu parti de Flandre et de Tyrol sur le tout de l'écartelé, et du coupé en chef parti en 1 écartelé en 1 et 4, de gueules au château d'or ouvert et ajouré d'azur et en 2 et 3 d'argent au lion de gueules armé, lampassé et couronné d'or, en 2 parti en 1 d'or à quatre pals de gueules et en 2 écartelé en sautoir d'or aux quatre pals de gueules et d'argent à l'aigle de sable, accompagné en pointe d'argent à une pomme grenade de gueules, tigée et feuilleté de sinople, sur le tout d'argent aux cinq écus d'azur disposés en croix, chaque écu chargé de douze besants d'argent et en pointe écartelé en 1 de gueules à la fasce d'argent, en 2 d'azur semé de fleurs de lys d'or à la bande componée d'argent et de gueules, en 3 bandé d'or et d'azur de six pièces, à la bordure de gueules et en 4 de sable au lion d'or, armé et lampassé de gueules, sur le tout parti d'or au lion de sable armé, couronné et lampassé de gueules et d'argent à l'aigle éployé de gueules, membré et becqué d'or. |
|        | Anne d'Autriche (1601 † 1666), fille de Philippe III d'Espagne, mariée en 1615 à Louis XIII (1601 † 1643), roi de France parti de mi-parti de France, qui est d'azur aux trois fleurs de lys d'or et du coupé en chef parti en 1 écartelé en 1 et 4, de gueules au château d'or ouvert et ajouré d'azur et en 2 et 3 d'argent au lion de gueules armé, lampassé et couronné d'or, en 2 parti en 1 d'or à quatre pals de gueules et en 2 écartelé en sautoir d'or aux quatre pals de gueules et d'argent à l'aigle de sable, accompagné en pointe d'argent à une pomme grenade de gueules, tigée et feuilleté de sinople, sur le tout d'argent aux cinq écus d'azur disposés en croix, chaque écu chargé de douze besants d'argent et en pointe écartelé en 1 de gueules à la fasce d'argent, en 2 d'azur semé de fleurs de lys d'or à la bande componée d'argent et de gueules, en 3 bandé d'or et d'azur de six pièces, à la bordure de gueules et en 4 de sable au lion d'or, armé et lampassé de gueules, sur le tout parti d'or au lion de sable armé, couronné et lampassé de gueules et d'argent à l'aigle éployé de gueules, membré et becqué d'or. |
|        | Charles d'Autriche (1607 † 1632), fils de Philippe III d'Espagne. coupées, au premier parti de l'écartelé de Castille et de Léon, et du parti d'Aragon et de Sicile, sur le tout de Portugal, le tout enté en pointe de Grenade, et au second écartelé d'Autriche, de Bourgogne moderne, de Bourgogne ancien et de Brabant, un écu parti de Flandre et de Tyrol sur le tout de l'écartelé, avec un lambel d'argent à trois pendants touchant le bord de l'écu, au centre point l'aigle de Tyrol, à gauche le lion de Flandre, a doit les armes d'Autriche. |
|        | le Cardinal-Infant Ferdinand d'Autriche (1609 † 1641), fils de Philippe III d'Espagne, fut gouverneur des Pays-Bas espagnols, cardinal, infant d'Espagne, archevêque de Tolède (1619-1641) et chef militaire pendant la guerre de Trente Ans. coupées, au premier parti de l'écartelé de Castille et de Léon, et du parti d'Aragon et de Sicile, sur le tout de Portugal, le tout enté en pointe de Grenade, et au second écartelé d'Autriche, de Bourgogne moderne, de Bourgogne ancien et de Brabant, un écu parti de Flandre et de Tyrol sur le tout de l'écartelé, avec un lambel d'argent à trois pendants touchant le bord de l'écu, au centre point l'aigle de Tyrol, à gauche le lion de Flandre, a doit les armes ancien de Hongrie. |
|        | Marie-Thérèse d'Autriche, (1638 † 1683), fille de Philippe IV d'Espagne, mariée en 1660 à Louis XIV (1638 † 1715), roi de France parti de France, qui est d'azur aux trois fleurs de lys d'or et du coupé en chef parti en 1 écartelé en 1 et 4, de gueules au château d'or ouvert et ajouré d'azur et en 2 et 3 d'argent au lion de gueules armé, lampassé et couronné d'or, en 2 parti en 1 d'or à quatre pals de gueules et en 2 écartelé en sautoir d'or aux quatre pals de gueules et d'argent à l'aigle de sable, accompagné en pointe d'argent à une pomme grenade de gueules, tigée et feuilleté de sinople, sur le tout d'argent aux cinq écus d'azur disposés en croix, chaque écu chargé de douze besants d'argent et en pointe écartelé en 1 de gueules à la fasce d'argent, en 2 d'azur semé de fleurs de lys d'or à la bande componée d'argent et de gueules, en 3 bandé d'or et d'azur de six pièces, à la bordure de gueules et en 4 de sable au lion d'or, armé et lampassé de gueules, sur le tout parti d'or au lion de sable armé, couronné et lampassé de gueules et d'argent à l'aigle éployé de gueules, membré et becqué d'or. |

### Descendance illégitime de la branche espagnole
| Figure | Prince et blasonnement |
|        | Marguerite de Parme (1522 † 1586), fille bâtarde de Charles-Quint, duchesse de Penne, puis de Florence, puis de Parme et Plaisance. Régente et gouvernante des Pays-Bas. - duchesse de Penne : parti d'Autriche et de Bourgogne |
|        | Don Juan d'Autriche (1545 † 1578), fils bâtard de Charles-Quint, gouverneur général des Pays-Bas : parti du coupé de Castille et de Léon et du parti d'Aragon et de Sicile, sur le tout parti d'Autriche et de Bourgogne. |
|        | Don Juan José d'Autriche (1629 † 1679), fils bâtard de Philippe IV d'Espagne, gouverneur général des Pays-Bas espagnols. coupées, au premier parti de l'écartelé de Castille et de Léon, et du parti d'Aragon et de Sicile, le tout enté en pointe de Grenade, et au second écartelé d'Autriche, de Bourgogne moderne, de Bourgogne ancien et de Brabant, un écu parti de Flandre et de Tyrol sur le tout de l'écartelé, le tout brisé d'un filet en barre d'argent. |

### Branche cadette (Autrichienne)
| Figure | Prince et blasonnement |
|        | Ferdinand Ier de Habsbourg (1503 † 1564), archiduc d'Autriche, roi de Bohême et de Hongrie, empereur germanique - Maximilien II (1527 † 1576), archiduc d'Autriche, roi de Bohême et de Hongrie, empereur germanique, et aussi - Joseph Ier (1678 † 1711), archiduc d'Autriche, roi de Bohême, roi de Hongrie, empereur germanique, et aussi avant 1558 : écartelé en 1 et 4 de gueules, au lion d'argent à la queue fourchée passée en sautoir, couronné, armé et lampassé d'or et en 2 et 3 fasce de gueules et d'argent, sur le tout parti de gueules à la fase d'argent et bandé d'or et d'azur à la bande de gueules. après 1558 : d'or, à l'aigle bicéphale de sable, membrée, becquée et liée de gueules ; sur le tout écartelé en 1 et 4 de gueules, au lion d'argent à la queue fourchée passée en sautoir, couronné, armé et lampassé d'or et en 2 et 3 fascé de gueules et d'argent, sur le tout écartelé en 1 et 4 parti de gueules à la fase d'argent et bandé d'or et d'azur à la bande de gueules (Autriche et Bourgogne ancien), . comme roi de Bohême et de Hongrie: écartelé en 1 et 4 de gueules, au lion d'argent à la queue fourchée passée en sautoir, couronné, armé et lampassé d'or et en 2 et 3 fasce de gueules et d'argent, sur le tout écartelé en 1 parti de gueules à la fase d'argent et bandé d'or et d'azur à la bande de gueules Autriche et Bourgogne ancien), en 2 écartelé Castile en Leon, en 3 parti Bourgogne modern en Brabant, en 4 parti de Aragon en Sicilie, sur le tout parti Tyrol en Flandre |
|        | Anne d'Autriche (1549 † 1580), fille de Maximilien II du Saint-Empire, mariée en 1570 à Philippe II (1527 † 1598), roi d'Espagne parti en I, écartelé en 1 et 4, de gueules au château d'or ouvert et ajouré d'azur, et en 2 et 3 d'argent au lion de gueules armé, lampassé et couronné d'or, enté en pointe du sur-le-tout d'argent à une pomme grenade de gueules, tigée et feuilleté de sinople et en II, écartelé en 1 et 4 de gueules, au lion d'argent à la queue fourchée passée en sautoir, couronné, armé et lampassé d'or et en 2 et 3 fasce de gueules et d'argent, sur le tout parti de gueules à la fase d'argent et bandé d'or et d'azur à la bande de gueules.[réf. nécessaire] |
|        | Albert de Habsbourg (1559 † 1621), archiduc d'Autriche et souverain des Pays-Bas avec sa cousine & femme Isabelle-Claire-Eugénie d'Autriche Duc de Bourgogne, de Brabant, de Lothier, de Limbourg et de Luxembourg... coupées, au premier parti de l'écartelé de Bohême et de Hongrie, et du parti de l'écartelé de Castille et de Léon, et du parti d'Aragon et de Sicile, sur le tout des quartiers espagnols entés en pointe de Grenade et chargés d'un écu de Portugal, et au second écartelé d'Autriche, de Bourgogne moderne, de Bourgogne ancien et de Brabant, un écu parti de Flandre et de Tyrol sur le tout de l'écartelé. |
|        | Élisabeth d'Autriche (1554 † 1592), fille de Maximilien II mariée en 1570 à Charles IX (1550 † 1574), roi de France mi-parti de France, qui est d'azur aux trois fleurs de lys d'or et de Lorraine, qui est coupé et parti en 3, au premier fascé de gueules et d'argent, au second d'azur semé de lys d'or et au lambel de gueules, au troisième d'argent à la croix potencée d'or, cantonnée de quatre croisettes du même, au quatrième d'or aux quatre pals de gueules au cinquième parti d'azur semé de lys d'or et à la bourdure de gueules, au sixième d'azur au lion contourné d'or, armé, lampassé et couronné de gueules, au septième d'or au lion de sable armé et lampassé de gueules, au huitième d'azur semé de croisettes d'or et aux deux bar d'or. Sur le tout d'or à la bande de gueules chargé de trois alérions d'argent. |
|        | Ferdinand II de Tyrol (1529 † 1595), fils de l'empereur germanique Ferdinand Ier et d'Anne Jagellon (princesse royale de Bohême et de Hongrie), archiduc d'Autriche, comte de Tyrol Parti de 1, coupé de 2 : 1. Hongrie ancien, 2. Bohême, 3. parti de Burgau et de Souabe, 4. parti de Styrie et de Carinthie, 5. parti d'Alsace et de Kyrburg enté en pointe de Ferrette, 6. parti de Carniole et de Gorizia, enté en pointe de la Marche wende (Windischen Mark), - le tout enté en pointe du tiercé en pal de Basse Autriche, du comté de Cilly (Celje) et de Portenau (Pordenone), - sur le tout écartelé de Castille, de Tyrol, d'Autriche ancien et de Habsbourg, - sur le tout du tout parti d'Autriche-Bourgogne. |
|        | Charles II de Habsbourg-Styrie (1540 † 1590), fil de Ferdinand Ier du Saint-Empire, archiduc d'Autriche, de Styrie, de Carniole et de Carinthie parti et coupé de deux : I, fascé d'argent et de gueules ; II, de gueules au lion d'argent à la queue fourchée passée en sautoir, couronné, armé et lampassé d'or ; III, parti de gueules au château d'or et d'argent au lion de gueules armé lampassé et couronné d'or ; IV, parti de sinople, à la panthère d'argent, armée et accornée de gueules, crachant du feu du même et parti en 1, d'or, à trois léopards de sable armés et lampassé de gueules, et en 2, de gueules à la fasce d'argent ; V, parti d'or aux quatre pals et d'écartelé en sautoir d'or aux quatre pals et d'argent à l'aigle éployé de sable, enté en pointe du sur-le-tout d'argent à une pomme grenade de gueules, tigée et feuilleté de sinople ; VI, parti d'argent à l'aigle éployé de gueules, membré et becqué d'or et d'argent à l'aigle d'azur membré langué et becqué de gueules chargé d'un croissant echiqueté de gueules et d'or, enté en pointe du sur-le-tout d'or au lion de gueules armé et lampassé d'or ; au point d'honneur, parti de gueules à la fase d'argent et bandé d'or et d'azur à la bande de gueules; enté en pointe du sur-le-tout d'Autriche ancien. |
|        | Marguerite d'Autriche-Styrie (1584 † 1611), fille de Charles II d'Autriche-Styrie, mariée en 1570 à Philippe III (1578 † 1621), roi d'Espagne et Portugal parti en I, écartelé en 1 et 4, de gueules au château d'or ouvert et ajouré d'azur, qui est de Castille, et en 2 et 3 d'argent au lion de gueules armé, lampassé et couronné d'or, qui est de León, enté en pointe du sur-le-tout d'argent à une pomme grenade de gueules, tigée et feuilleté de sinople, qui est de Grenade et en II, coupé, en 1 écartelé en 1 et 4 de gueules, au lion d'argent à la queue fourchée passée en sautoir, couronné, armé et lampassé d'or et en 2 et 3 fasce de gueules et d'argent et au 2 fasce de gueules et d'argent. |
|        | Rodolphe II de Habsbourg (1552 † 1612), archiduc d'Autriche, roi de Bohême, roi de Hongrie, empereur germanique - Mathias (1557 † 1619), archiduc d'Autriche, roi de Bohême, roi de Hongrie, empereur germanique - Ferdinand II (1578 † 1637), archiduc d'Autriche, roi de Bohême, roi de Hongrie, empereur germanique - Léopold Ier (1640 † 1705), archiduc d'Autriche, roi de Bohême, roi de Hongrie, empereur germanique, et aussi les grandes armes d'or, à l'aigle bicéphale de sable, membrée, becquée et liée de gueules ; sur le tout écartelé, en 1 de gueules, au lion d'argent à la queue fourchée passée en sautoir, couronné, armé et lampassé d'or, en 2 fascé d'argent et de gueules, en 3 parti de gueules à la fasce d'argent et bandé d'or et d'azur en six pièces à la bordure de gueules et en 4 écartelé en 1 et 4 de gueules au château d'or et en 2 et 3 d'argent au lion de gueules armé lampassé et couronné d'or. et les grandes armes pour Rudolphe II, Matthias and Ferdinand II, Holy Roman Emperors.svg |
|        | Ferdinand III de Habsbourg (1608 † 1657), archiduc d'Autriche, roi de Bohême, roi de Hongrie, empereur germanique d'or, à l'aigle bicéphale de sable, membrée, becquée et liée de gueules ; sur le tout écartelé, en 1 de gueules au lion d'argent à la queue fourchée passée en sautoir, couronné, armé et lampassé d'or, en 2 fascé d'argent et de gueules, en 3 écartelé en 1 et 4 de gueules au château d'or et en 2 et 3 d'argent au lion de gueules armé lampassé et couronné d'or et en 4 parti de bandé d'or et d'azur en six pièces à la bordure de gueules et de coupé d'argent à l'aigle de gueules éployé, membré, langué et becqué d'or et d'or au lion de sable armé et lampassé de gueules ; sur le tout de gueules à la fasce d'argent. |
|        | Marie-Anne d'Autriche (1635 † 1696), fille de Ferdinand III du Saint-Empire, mariée à 1570 Philippe IV(1605 † 1665), roi d'Espagne parti en I, écartelé en 1 et 4, de gueules au château d'or ouvert et ajouré d'azur, et en 2 et 3 d'argent au lion de gueules armé, lampassé et couronné d'or, enté en pointe du sur-le-tout d'argent à une pomme grenade de gueules, tigée et feuilleté de sinople et en II, écartelé, en 1 fascé d'argent et de gueules, en 2 de gueules au lion d'argent à la queue fourchée passée en sautoir, couronné, armé et lampassé d'or, en 3 écartelé en 1 et 4 de gueules au château d'or et en 2 et 3 d'argent au lion de gueules armé lampassé et couronné d'or et en 4 parti de bandé d'or et d'azur en six pièces à la bordure de gueules et de coupé d'argent à l'aigle de gueules éployé, membré, langué et becqué d'or et d'or au lion de sable armé et lampassé de gueules ; sur le tout de gueules à la fasce d'argent.[réf. nécessaire] |
|        | Ferdinand IV de Habsbourg (1633 † 1654), roi des Romains et de Bohême d'or, à l'aigle monocéphale de sable, membrée, becquée et liée de gueules ; sur le tout de gueules, au lion d'argent à la queue fourchée passée en sautoir, couronné, armé et lampassé d'or. |
|        | Charles VI de Habsbourg (1685 † 1740), prétendant au trône d'Espagne, archiduc d'Autriche, roi de Bohême, roi de Hongrie, empereur germanique avant 1711 : écartelé, en 1 de gueules au château d'or, en 2 fascé de gueules et d'argent, en 3 parti d'or aux quatre pals et d'écartelé en sautoir d'or aux quatre pals et d'argent à l'aigle éployé de sable, en 4 parti de gueules à la fasce d'argent et de bandé d'or et d'azur en six pièces à la bordure de gueules ; sur le tout de gueules au lion d'argent à la queue fourchée passée en sautoir, couronné, armé et lampassé d'or. après 1711 : d'or, à l'aigle bicéphale de sable, membrée, becquée et liée de gueules ; sur le tout écartelé, en 1 de gueules au château d'or, en 2 fascé de gueules et d'argent, en 3 parti d'or aux quatre pals et d'écartelé en sautoir d'or aux quatre pals et d'argent à l'aigle éployé de sable, en 4 parti de gueules à la fasce d'argent et de bandé d'or et d'azur en six pièces à la bordure de gueules ; sur le tout de gueules au lion d'argent à la queue fourchée passée en sautoir, couronné, armé et lampassé d'or. |
|        | Marie-Thérèse d'Autriche (1717 † 1780), archiduchess d'Autriche, reine de Bohême, reine de Hongrie, imperatrix germanique écartelé, en 1 de gueules au château d'or, en 2 fascé de gueules et d'argent, en 3 parti d'or aux quatre pals et d'écartelé en sautoir d'or aux quatre pals et d'argent à l'aigle éployé de sable, en 4 parti de gueules à la fasce d'argent et de bandé d'or et d'azur en six pièces à la bordure de gueules ; sur le tout de gueules au lion d'argent à la queue fourchée passée en sautoir, couronné, armé et lampassé d'or. |

## Habsbourg-Lorraine
ici pour Armorial de la maison de Lorraine
| Figure | Prince et blasonnement |
|        | François Ier (1708 † 1765), duc de Lorraine et de Bar, puis empereur germanique et grand-duc de Toscane d'or, à l'aigle bicéphale de sable, membrée, becquée et liée de gueules ; sur le tout coupé et parti en 3, au premier fascé de gueules et d'argent, au second d'azur semé de lys d'or et au lambel de gueules, au troisième d'argent à la croix potencée d'or, cantonnée de quatre croisettes du même, au quatrième d'or aux quatre pals de gueules au cinquième parti d'azur semé de lys d'or et à la bourdure de gueules, au sixième d'azur au lion contourné d'or, armé, lampassé et couronné de gueules, au septième d'or au lion de sable armé et lampassé de gueules, au huitième d'azur semé de croisettes d'or et aux deux bar d'or. Sur le tout parti d'or à la bande de gueules chargé de trois alérions d'argent et d'or à six tourteaux mis en orle, cinq de gueules, celui en chef d'azur chargé de trois fleurs de lis d'or. |
|        | Joseph II (1741 † 1790), roi de Bohême et de Hongrie, empereur - armes 1: d'or, à l'aigle bicéphale de sable, membrée, becquée et liée de gueules ; sur le tout écartelé en 1 parti fascé de gueules et d'argent de huit pièces et de gueules, à la croix patriarcale pattée d'argent, issante d'une couronne d'argent, plantée au sommet d'un mont de trois coupeaux de sinople (Hongrie), en 2 de gueules au lion d'argent à la queue fourchée passée en sautoir, couronné, armé et lampassé d'or (Bohême), en 3 bandé d'or et d'azur à la bordure de gueules (Bourgogne) et en 4 d'or à six tourteaux mis en orle, cinq de gueules, celui en chef d'azur chargé de trois fleurs de lis d'or (Toscane), sur le tout parti de gueules à la fasce d'argent (Autriche) et d'or à la bande de gueules chargé de trois alérions d'argent(Lorraine). - armes 3: -I1 : Dalmatie (futur royaume) -I2 : Croatie (royaume) -I3 : Slavonie (royaume) -I4 : Galicie et Lodomérie (royaume) -I5 : Hongrie (royaume) -II1 : Castille (royaume) -II2 : Léon (royaume) -II3 : Aragon (royaume) -II4 : Sicile (royaume) -III1 : Moravie (margraviat) -III2 : Silésie (duché) -III3 : Haute-Lusace (margraviat) -III4 : Basse-Lusace (margraviat) -IV : Toscane (grand-duché) -V : Transylvanie (grande-principauté) -VI1 : Brabant (duché) -VI2 : Limbourg (duché) -VI3 : Luxembourg (duché) -VI4 : Flandres (comté) -VI5 : Bourgogne (duché) -VII1 : Milan (duché) -VII2 : Mantoue (duché) -VIII1 : Naples (royaume, maison d'Anjou-Sicile) -VIII2 : Bar (duché) -VIII3 : Gueldre (duché) -VIII4 : Teschen (duché) -VIII5 : Falkenstein (comté) -VIII6 : Juliers (duché) -VIII7 : Jérusalem (royaume) -IX : Parme et Plaisance (duché) -X1 : Styrie (duché) -X2 : Salzbourg (duché) -X3 : Carniole (duché) -X4 : Wurtemberg (duché) -X5 : Souabe (duché) -X6 : Maison de Habsbourg -X7 : Tyrol (comté) -X8 : Goritz (comté) -X9 : Burgau (margraviat (de)) -X10 : Grasisca (comté) -XI1 : Autriche (archiduché) -XI2 : Lorraine (duché) - armes 4: grandes armes de Joseph II |
|        | Marie-Antoinette de Habsbourg-Lorraine (1755 † 1793), sœur de Joseph II, mariée en 1770 à Louis XVI (1754 † 1793), roi de France Deux écus accolés : celui de France (d'azur aux trois fleurs de lys d'or) et celui des enfants de François de Lorraine et de Marie-Thérèse de Habsbourg (d'or, à l'aigle bicéphale de sable, membrée, becquée et liée de gueules ; sur le tout écartelé en 1 parti fascé de gueules et d'argent de huit pièces et de gueules, à la croix patriarcale pattée d'argent, issante d'une couronne d'argent, plantée au sommet d'un mont de trois coupeaux de sinople, en 2 de gueules au lion d'argent à la queue fourchée passée en sautoir, couronné, armé et lampassé d'or, en 3 bandé d'or et d'azur à la bordure de gueules et en 4 d'or à six tourteaux mis en orle, cinq de gueules, celui en chef d'azur chargé de trois fleurs de lis d'or, sur le tout parti de gueules à la fasce d'argent et d'or à la bande de gueules chargé de trois alérions d'argent). |
|        | Léopold II (1747 † 1792), grand-duc de Toscane, et des grands-ducs de Toscane qui lui succèdent. écartelé en 1 parti fascé de gueules et d'argent de huit pièces et de gueules, à la croix patriarcale pattée d'argent, issante d'une couronne d'argent, plantée au sommet d'un mont de trois coupeaux de sinople, en 2 de gueules au lion d'argent à la queue fourchée passée en sautoir, couronné, armé et lampassé d'or, en 3 bandé d'or et d'azur à la bordure de gueules et en 4 d'azur semé de croisette d'or aux deux bars adossés d'or, dur le tout tiercé en pal en 1 d'or à la bande de gueules chargé de trois alérions d'argent, en 2 de gueules à la fasce d'argent et en 3 d'or à six tourteaux mis en orle, cinq de gueules, celui en chef d'azur chargé de trois fleurs de lis d'or. |
|        | Léopold II (1747 † 1792), roi de Bohême et de Hongrie, empereur François II (1768 † 1835), roi de Bohême et de Hongrie, empereur germanique, puis empereur d'Autriche, d'or, à l'aigle bicéphale de sable, membrée, becquée et liée de gueules ; sur le tout écartelé en 1 parti fascé de gueules et d'argent de huit pièces et de gueules, à la croix patriarcale pattée d'argent, issante d'une couronne d'argent, plantée au sommet d'un mont de trois coupeaux de sinople, en 2 de gueules au lion d'argent à la queue fourchée passée en sautoir, couronné, armé et lampassé d'or, en 3 bandé d'or et d'azur à la bordure de gueules et en 4 d'azur semé de croisette d'or aux deux bars adossés d'or, dur le tout tiercé en pal en 1 d'or à la bande de gueules chargé de trois alérions d'argent, en 2 de gueules à la fasce d'argent et en 3 d'or à six tourteaux mis en orle, cinq de gueules, celui en chef d'azur chargé de trois fleurs de lis d'or. et les grandes armes |
|        | François Ier d'Autriche ancien François II empereur germanique (1768 † 1835), roi de Bohême et de Hongrie, empereur d'Autriche - armoiries personnelles: parti en 1 tiercé en pal d'or au lion de gueules armé, lampassé et couronné d'azur (Habsbourg), de gueules à la fasce d'argent (Autriche) et d'or à la bande de gueules chargé de trois alérions d'argent(Lorraine) - petit armoiries d'Emperor: d'or, à l'aigle bicéphale de sable, membrée, becquée et liée de gueules sur le tout parti en 1 tiercé en pal d'or au lion de gueules armé, lampassé et couronné d'azur (Habsbourg), de gueules à la fasce d'argent (Autriche) et d'or à la bande de gueules chargé de trois alérions d'argent(Lorraine) portées par ses descendants - Ferdinand Ier d'Autriche (1793 † 1875), roi de Bohême et de Hongrie, empereur d'Autriche (1835-1848) - François-Joseph Ier d'Autriche (1830 † 1916), roi de Bohême et de Hongrie, empereur d'Autriche (1848-1916) - Charles Ier d'Autriche (1887 † 1922), roi de Bohême et de Hongrie, empereur d'Autriche (1916-1918) |
|        | Ferdinand Ier d'Autriche (1793 † 1875), roi de Bohême et de Hongrie, empereur d'Autriche (1835-1848) - armoiries personnelles (sur le tout d'or, à l'aigle bicéphale de sable, membrée, becquée et liée de gueules):écartelé en 1 parti fascé d'argent et de gueules de huit pièces et de gueules, à la croix patriarcale pattée d'argent, issante d'une couronne d'argent, plantée au sommet d'un mont de trois coupeaux de sinople, en 2 de gueules au lion d'argent à la queue fourchée passée en sautoir, couronné, armé et lampassé d'or, en 3 parti d'argent, à la guivre d'azur, couronnée d'or, issante de gueules et d'azur, au léopard ailé d'or, tenant de ses pattes avant un livre ouvert d'argent, portant le texte « PAX TIBI MARCE EVANGELISTA MEUS » et une terrasse sinople et en 4 parti d'azur, à la fasce cousue de gueules, accompagnée en chef d'un corbeau de sable et en pointe de trois couronnes d'or et de Lodomérie, sur le tout parti en 1 tiercé en pal d'or au lion de gueules armé, lampassé et couronné d'azur (Habsbourg), de gueules à la fasce d'argent (Autriche) et d'or à la bande de gueules chargé de trois alérions d'argent(Lorraine). |
|        | François-Joseph Ier d'Autriche (1830 † 1916), roi de Bohême et de Hongrie, empereur d'Autriche (1848-1916) - armoiries personnelles (sur le tout d'or, à l'aigle bicéphale de sable, membrée, becquée et liée de gueules): écartelé en 1 parti fascé d'argent et de gueules de huit pièces et de gueules (Hongrie ancien), à la croix patriarcale pattée d'argent, issante d'une couronne d'argent, plantée au sommet d'un mont de trois coupeaux de sinople (Hongrie modern), en 2 de gueules au lion d'argent à la queue fourchée passée en sautoir, couronné, armé et lampassé d'or (Bohême), en 3 parti d'azur, à la fasce cousue de gueules, accompagnée en chef d'un corbeau de sable et en pointe de trois couronnes d'or et de Lodomérie et en 4 d'azur, à cinq aigles d'or (2, 2 et 1), becquées, languées et membrées de gueules (Haut Autriche), sur le tout parti tiercé en pal d'or au lion de gueules armé, lampassé et couronné d'azur (Habsbourg), de gueules à la fasce d'argent (Autriche) et d'or à la bande de gueules chargé de trois alérions d'argent (Lorraine). portées par son successeur et petit-neveu : - Charles Ier d'Autriche (1887 † 1922), roi de Bohême et de Hongrie, empereur d'Autriche (1916-1918) |
|        | Otto de Habsbourg-Lorraine (20 novembre 1912 – 4 juillet 2011), Prince héritier d'Autriche et Hongrie, etc. (1916-1919), archiduc d'Autriche, chef de Maison de Habsbourg. parti en 1 tiercé en pal d'or au lion de gueules armé, lampassé et couronné d'azur (Habsbourg), de gueules à la fasce d'argent (Autriche) et d'or à la bande de gueules chargé de trois alérions d'argent(Lorraine). portées par ses successeurs : - Charles de Habsbourg-Lorraine (1961 - ), archiduc d'Autriche, chef de Maison de Habsbourg & prétendant au trône d'Autriche, Bohême, et Hongrie (2011 - ) - Georges de Habsbourg-Lorraine (1964 - ), archiduc d'Autriche |
|        | Marie-Louise d'Autriche (12 décembre 1791 - Vienne (Autriche) ✝ 17 décembre 1847 - Parme), Impératrice des Français et reine d’Italie (1810-1814), duchesse de Parme (1814–1847), - Armes d'Impératrice des Français : Accolé de France et d'Autriche, qui est parti de deux traits ; au premier d'or au lion de gueules armé, lampassé et couronné d'azur ; au deuxième de gueules a la fasce d'argent ; au troisième d'or à la bande de gueules, chargée de trois alérions d'argent. Au manteau de gueules, semé d’abeilles d’or, frangé d’or, doublé d’hermines, à la couronne impériale sommée d’un globe surmonté d’une croix recroisetée, - Armes de duchesse de Parme : Parti; au 1 d'or à six fleurs de lys d'azur posées 3, 2, 1; au 2 d'argent à la croix pattée de gueules, cantonnée de quatre aigles de sable, becquées, lampassées, membrées et armées de gueules; brochant sur le tout tiercé en pal; au 1 d'or au lion de gueules couronné d'azur; au 2 de gueules à la fasce d'argent; au 3 d'or à la bande de gueules chargée de trois alérions d'argent. |
|        | Marie-Christine de Teschen (1858 † 1929), fille de Charles-Ferdinand de Teschen, mariée en 1879 à Alphonse XII (1857 † 1885), roi d'Espagne parti en I, écartelé en 1 et 4, de gueules au château d'or ouvert et ajouré d'azur, et en 2 et 3 d'argent au lion de pourpre armé, lampassé et couronné d'or, enté en pointe du sur-le-tout d'argent à une pomme grenade de gueules, tigée et feuilleté de sinople et sur le tout d'azur aux trois fleurs de lys d'or et en II, tiercé de pal d'or, au lion de gueules, armé et lampassé d'azur, de gueules, à la fasce d'argent et d'or, à la bande de gueules, chargée de trois alérions d'agent. |

### Autriche-Este
| Figure | Nom du prince et blasonnement |
|        | Ferdinand de Habsbourg (1er juin 1754 – 24 décembre 1806), archiduc d'Autriche, et duc de Modène et de Reggio (1803-1806). écartelé en 1 parti fascé d'argent et de gueules de huit pièces et de gueules, à la croix patriarcale pattée d'argent, issante d'une couronne d'argent, plantée au sommet d'un mont de trois coupeaux de sinople, en 2 de gueules au lion d'argent à la queue fourchée passée en sautoir, couronné, armé et lampassé d'or, en 3 bandé d'or et d'azur à la bordure de gueules et en 4 d'or à six tourteaux mis en orle, cinq de gueules, celui en chef d'azur chargé de trois fleurs de lis d'or, sur le tout, parti : 1, parti de gueules à la fasce d'argent et d'or à la bande de gueules chargé de trois alérions d'argent; 2, d'azur, à l'aigle d'argent, becquée, languée et couronnée d'or. |
|        | François IV d'Autriche-Este (6 octobre 1779 – 21 janvier 1846), archiduc d'Autriche, et duc de Modène et de Reggio (1814-1846). écartelé en 1 parti fascé d'argent et de gueules de huit pièces et de gueules, à la croix patriarcale pattée d'argent, issante d'une couronne d'argent, plantée au sommet d'un mont de trois coupeaux de sinople, en 2 de gueules au lion d'argent à la queue fourchée passée en sautoir, couronné, armé et lampassé d'or, en 3 bandé d'or et d'azur à la bordure de gueules et en 4 d'or à six tourteaux mis en orle, cinq de gueules, celui en chef d'azur chargé de trois fleurs de lis d'or, sur le tout parti de gueules à la fasce d'argent et d'or à la bande de gueules chargé de trois alérions d'argent, enté en pointe d'azur, à l'aigle d'argent, becquée, languée et couronnée d'or. |
|        | François V d'Autriche-Este (1er juin 1819 – 20 novembre 1875), archiduc d'Autriche, et duc de Modène et de Reggio (1846-1859). écartelé en 1 parti fascé d'argent et de gueules de huit pièces et de gueules, à la croix patriarcale pattée d'argent, issante d'une couronne d'argent, plantée au sommet d'un mont de trois coupeaux de sinople, en 2 de gueules au lion d'argent à la queue fourchée passée en sautoir, couronné, armé et lampassé d'or, en 3 parti d'argent, à la guivre d'azur, couronnée d'or, issante de gueules et d'azur, au léopard ailé d'or, tenant de ses pattes avant un livre ouvert d'argent, portant le texte « PAX TIBI MARCE EVANGELISTA MEUS » et une terrasse sinople et en 4 parti d'azur, à la fasce cousue de gueules, accompagnée en chef d'un corbeau de sable et en pointe de trois couronnes d'or et de Lodomérie, sur le tout parti en 1 tiercé en pal d'or au lion de gueules armé, lampassé et couronné d'azur, de gueules à la fasce d'argent et d'or à la bande de gueules chargé de trois alérions d'argent, et en 2 d'azur, à l'aigle d'argent, becquée, languée et couronnée d'or. |
|        | François Ferdinand de Habsbourg (20 novembre 1912 – 4 juillet 2011), archiduc d'Autriche-Este écartelé en 1 parti fascé d'argent et de gueules de huit pièces et de gueules, à la croix patriarcale pattée d'argent, issante d'une couronne d'argent, plantée au sommet d'un mont de trois coupeaux de sinople, en 2 de gueules au lion d'argent à la queue fourchée passée en sautoir, couronné, armé et lampassé d'or, en 3 parti d'azur, à la fasce cousue de gueules, accompagnée en chef d'un corbeau de sable et en pointe de trois couronnes d'or et de Lodomérie et en 4 d'azur, à cinq aigles d'or (2, 2 et 1), becquées, languées et membrées de gueules, sur le tout parti en 1 tiercé en pal d'or au lion de gueules armé, lampassé et couronné d'azur, de gueules à la fasce d'argent et d'or à la bande de gueules chargé de trois alérions d'argent, et en 2 d'azur, à l'aigle d'argent, becquée, languée et couronnée d'or. |
|        | Robert de Habsbourg (8 février 1915 – 7 février 1996), archiduc d'Autriche-Este. parti en 1 tiercé en pal d'or au lion de gueules armé, lampassé et couronné d'azur, de gueules à la fasce d'argent et d'or à la bande de gueules chargé de trois alérions d'argent, et en 2 d'azur, à l'aigle d'argent, becquée, languée et couronnée d'or. |
|        | Lorenz de Habsbourg (16 décembre 1955 – ...), prince de Belgique, archiduc d'Autriche-Este. parti en 1 tiercé en pal d'or au lion de gueules armé, lampassé et couronné d'azur, de gueules à la fasce d'argent et d'or à la bande de gueules chargé de trois alérions d'argent, et en 2 d'azur, à l'aigle d'argent, becquée, languée et couronnée d'or. |

### Autriche-Toscane
| Figure | Prince et blasonnement |
|        | Ferdinand III ((1769 †1824), grand-duc de Toscane, archiduc d'Autriche, prince de Hongrie et de Bohême Petits Arms: tiercé en pal en 1 d'or à la bande de gueules chargé de trois alérions d'argent, en 2 de gueules à la fasce d'argent et en 3 d'or à six tourteaux mis en orle, cinq de gueules, celui en chef d'azur chargé de trois fleurs de lis d'or. d'or, à l'aigle bicéphale de sable, membrée, becquée et liée de gueules ; sur le tout écartelé en 1 parti fascé de gueules et d'argent de huit pièces et de gueules, à la croix patriarcale pattée d'argent, issante d'une couronne d'argent, plantée au sommet d'un mont de trois coupeaux de sinople, en 2 de gueules au lion d'argent à la queue fourchée passée en sautoir, couronné, armé et lampassé d'or, en 3 bandé d'or et d'azur à la bordure de gueules et en 4 d'azur semé de croisette d'or aux deux bars adossés d'or, dur le tout tiercé en pal en 1 d'or à la bande de gueules chargé de trois alérions d'argent, en 2 de gueules à la fasce d'argent et en 3 d'or à six tourteaux mis en orle, cinq de gueules, celui en chef d'azur chargé de trois fleurs de lis d'or.. portées par ses successeurs : - Ferdinand IV de Toscane (1860-1908) - Joseph-Ferdinand de Habsbourg-Toscane, fils de Ferdinand IV de Toscane (1908-1921) - Pierre-Ferdinand de Habsbourg-Toscane, fils de Ferdinand IV de Toscane (1921-1948) - Godefroy Marie de Habsbourg-Toscane (1948-1984), fils du précédent - Léopold-François de Habsbourg-Toscane (1984-1994), fils du précédent - Sigismond de Habsbourg-Toscane (1994- ), fils du précédent |